# Silene porandica
Silene porandica är en nejlikväxtart som beskrevs av Alexander Gilli. Silene porandica ingår i släktet glimmar, och familjen nejlikväxter. Inga underarter finns listade i Catalogue of Life.